# Oumako

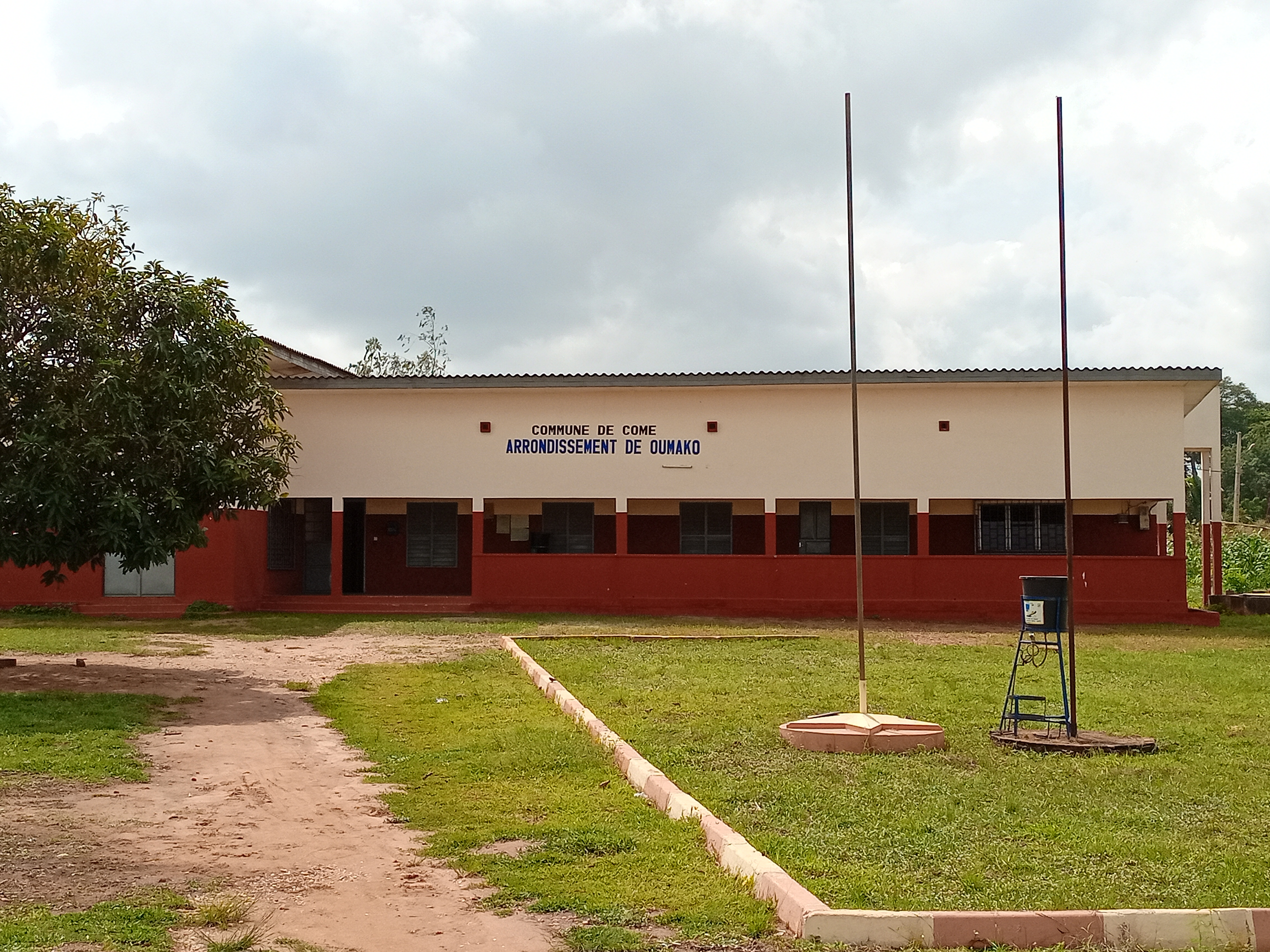
Arrondissement de Oumako (2021)

Oumako ist ein Arrondissement im Departement Mono im westafrikanischen Staat Benin. Es ist eine Verwaltungseinheit, die der Gerichtsbarkeit der Kommune Comé untersteht.

## Demografie und Verwaltung
Gemäß der Volkszählung 2013 des beninischen Statistikamtes INSAE hatte das Arrondissement 4599 Einwohner, davon waren 2220 männlich und 2379 weiblich.
Von den 51 Dörfern und Quartieren der Kommune Comé entfallen vier auf Oumako:
1. Djacoté
2. Gbèdévinou
3. Sivamé
4. Tovè